# Ридзево-Шляхецьке
Ридзево-Шляхецьке (пол. Rydzewo Szlacheckie) — село в Польщі, у гміні Радзілув Ґраєвського повіту Підляського воєводства.
Населення — 114 осіб (2011).
У 1975-1998 роках село належало до Ломжинського воєводства.

## Демографія
Демографічна структура станом на 31 березня 2011 року:
|          | Загалом | Допрацездатний вік | Працездатний вік | Постпрацездатний вік |
| -------- | ------- | ------------------ | ---------------- | -------------------- |
| Чоловіки | 59      | 19                 | 30               | 10                   |
| Жінки    | 55      | 11                 | 29               | 15                   |
| Разом    | 114     | 30                 | 59               | 25                   |